# Kost Antonovych Levytsky
Kost Antonovych Levytsky (tiếng Ukraina: Кость Антонович Левицький; 18 tháng 11 năm 1859 – 12 tháng 11 năm 1941) là một chính trị gia người Ukraina. Ông là lãnh đạo của Liên minh Dân chủ Quốc gia Ukraina tại Đệ Nhị Cộng hòa Ba Lan và là người đứng đầu Hội đồng Người cao tuổi của chính phủ Ukraina tự xưng được thành lập vào ngày 30 tháng 6 năm 1941 trong cuộc xâm lược Liên Xô của Đức.

## Sự nghiệp chính trị
Kost Levytsky là một người đứng đầu của đời sống chính trị Ukraina, ông là lãnh đạo tổ chức chính trị đầu tiên của đất nước Narodna Rada (Hội đồng Nhân dân, 1885), người đồng sáng lập và là người đứng đầu Đảng Dân chủ Quốc gia Ukraina. Ông được bầu làm đại sứ của quốc hội Áo vào năm 1907 và của Galicia Sejm vào năm 1908, đứng đầu các hội đại sứ. Ông đã chiến đấu vì khát vọng dân tộc của người dân Ukraina. K. Levytsky là tác giả của quan niệm phát triển phong trào dân tộc thông qua tiến hóa, công tác hữu cơ và công tác chính trị rộng rãi trong quần chúng; ông là người tuân thủ lộ trình chiến lược giành quyền tự trị của Galicia làm bước đầu tiên để trở thành một quốc gia. Ông ủng hộ sự phát triển của các xã hội đại chúng Ukraina, các đơn vị trí thức, nông dân, thanh niên, phong trào Sokil-Sich.

### Chiến tranh thế giới thứ nhất và hậu quả
Khi bắt đầu Chiến tranh thế giới thứ nhất, ông đứng đầu Hội đồng tối cao Ukraina (1914) tại Vienna, Hội đồng này xác định nước Nga Sa hoàng là kẻ thù chính của dân tộc và kêu gọi người Ukraina đấu tranh chống lại quốc gia này để khôi phục một nhà nước Ukraina thống nhất.
Năm 1916, với tư cách là công tố viên của Đế quốc Áo-Hung, ông đã đóng vai trò trong việc tuyên án tử hình những người Nga thân Ukraina, và tống những người khác vào tù ở Talerhof.
Vào mùa thu năm 1918, trong quá trình tan rã của đế quốc Áo-Hung, K. Levytsky trở thành thành viên của Hội đồng Quốc gia Ukraina, cơ quan này tuyên bố thành lập nhà nước Ukraina vào ngày 19 tháng 10, sau đó vào ngày 1 tháng 11, Hội đồng đã lãnh đạo một cuộc nổi dậy vũ trang thắng lợi ở Lviv, Galicia và Bukovina, dẫn đến sự hình thành của Cộng hòa Nhân dân Tây Ukraina (ZUNR). Là một nhân vật chính trị và công chúng giàu kinh nghiệm, K. Levytsky đứng đầu chính phủ đầu tiên - Ban Thư ký Nhà nước - cơ quan mà trong chiến tranh đã phát triển hoạt động thành lập nhà nước và quân đội để giành độc lập trước Ba Lan.
Sau khi K. Levytsky từ chức vào tháng 12 năm 1918, ông là người đứng đầu ủy ban xây dựng cải cách bầu cử đồng thời là đại diện về báo chí và tuyên truyền và về đối ngoại; ông còn đứng đầu các phái đoàn ngoại giao của ZUNR được cử đến Riga (1920), Geneva (1921), là thành viên của phái đoàn ZUNR tại Genoa (1922), đứng đầu Ủy ban di cư chính trị. Sau khi chính phủ tự giải thể vào năm 1923, theo quyết định của Hội Quốc Liên về việc sáp nhập Đông Galicia, ông trở về Lwów.
Trong những năm giữa các cuộc chiến, ông là thành viên Ủy ban Trung ương của Hiệp hội Dân chủ Quốc gia Ukraine (1925–1939), là giám đốc của Centrobank, người đứng đầu Liên minh Luật sư Ukraine, tác giả của các công trình khoa học cơ bản bao gồm The History of the Liberation Struggles of the Galician Ukrainians Since the War of 1914–1918 (Phần I–III. – Lviv, 1929–1930), The Great Derangement: On the History of Ukrainian State in March–November 1918 on the Basis of Recollections and Documents (Lviv, 1931).

### Chiến tranh thế giới thứ hai và nhà nước Ukraina độc lập
Sau khi Quân đội Liên Xô xâm lược Ba Lan, vào tháng 9 năm 1939 (theo phần bí mật của Hiệp ước Molotov–Ribbentrop), ông bị Bộ Dân ủy Nội vụ bắt và giam giữ tại nhà tù Lubyanka ở Moskva. Joseph Stalin, Nikita Khrushchev, Vyacheslav Molotov và Lavrentiy Beria đã tham gia vào quá trình tố tụng liên quan đến vụ án của ông. Vào mùa xuân năm 1941, ông được trả tự do và trở về Lwów. Sau khi Đức bắt đầu tiến công vào Liên Xô thông qua Chiến dịch Barbarossa, một nhà nước Ukraina độc lập được tuyên bố vào ngày 30 tháng 6 năm 1941. Levytsky đứng đầu Cơ quan đại diện nhà nước - Hội đồng người cao tuổi (Hội đồng quốc gia Ukraina). Ông đã nỗ lực hạn chế sự thái quá của chế độ chiếm đóng, tiến hành đàm phán với chính quyền Distrikt Galizien, kiến nghị chấm dứt các cuộc đàn áp vô căn cứ và cầu xin thả tù nhân, với kết quả thường là tích cực.

## Qua đời
Kost Levytsky qua đời ngày 12 tháng 11 năm 1941 và được chôn cất tại Nghĩa trang Yanivsky ở Lviv.